# Errol Tobias
Pas d'image ? Cliquez ici

a Compétitions nationales et continentales officielles uniquement.

b Matchs officiels uniquement.
Dernière mise à jour le 18 juillet 2025.
Errol George Tobias, né le 18 mars 1950 à Caledon, dans la province du Cap-Occidental en Afrique du Sud, est un ancien joueur de rugby à XV. Il évoluait au poste de demi d'ouverture et fut le premier non-blanc à jouer pour l'équipe d'Afrique du Sud.

## Carrière
Errol Tobias réalisa un jour son rêve d'enfant : jouer pour les Springboks. C'était l'un des rugbymen les plus doués de sa génération. Mais, il n'était pas blanc, mais métis, l'un des quatre groupes raciaux étanches définis par l'apartheid. Dans l'Afrique du Sud des années 1950 à 1980, cela signifiait qu'il n'avait pas le droit de côtoyer des Blancs, en dehors d'un lieu de travail où il occuperait une position d'infériorité. Et surtout pas au rugby, le sport des blancs, et plus encore celui des Afrikaners. Mais le jeune garçon élevé dans un township métis de la petite ville de Caledon, dans l'est de la province du Cap, était doué pour le rugby. Il avait été sélectionné pour les Barbarians sud-africains (huit noirs, huit métis, huit blancs), avec lesquels il impressionna les observateurs lors d'une tournée en Angleterre en 1979. La politique ségrégationniste était alors en train de se relâcher quelque peu, permettant par exemple des rencontres sportives entre des équipes appartenant à des groupes ethniques différents. Mais la mixité raciale au sein d'une même équipe était encore taboue. 
Devant ce gâchis, la Fédération française, par l'intermédiaire de son président de l'époque, Albert Ferrasse, fit une offre à Tobias : venir jouer en France et pouvoir être sélectionné avec les Bleus. Après réflexion, et sur injonction de sa mère qui voulait qu'il jouât pour son pays, il finit par décliner l'invitation.
Mme Tobias avait raison. En 1981, Errol Tobias, brillant demi d'ouverture du club métis de Caledon, fut enfin (il avait 31 ans) appelé en équipe nationale. Il fallut toute la force de persuasion de Nellie Schmidt, le sélectionneur de l'époque, pour lui faire une place. Ce dernier se heurta à l'opposition des blancs qui considéraient qu'eux seuls avaient le droit de porter le maillot vert et or, comme à celle des métis et des noirs qui lui reprochaient d'apporter une caution à la politique du gouvernement. Lui voulait simplement jouer au rugby et prouver que la couleur de peau ne compte pas comparée au talent.
Le 30 mai 1981 est un jour historique : pour la première fois, un non-blanc portait le maillot des Springboks lors d'un test match (contre l'Irlande) au Cap (23-15). Sa mère ne vit jamais son fils sous le maillot vert, car elle mourut trois mois avant sa première cape. Le second test, toujours contre l'Irlande, eut lieu le 6 juin au Kings Park de Durban (12-10). Certes, il évolua au poste de deuxième centre, et non à son poste de prédilection d'ouvreur, mais Tobias était entré dans l'histoire. 
Tobias participa ensuite à la tournée en Nouvelle-Zélande qui suivit, alors qu'il ne côtoyait aucun de ses coéquipiers au quotidien en Afrique du Sud. Il appartenait en effet à la modeste province du Boland (qui n'a fourni que 12 Springboks dans toute son histoire), dont il fut le premier joueur à être sélectionné depuis la dernière cape du légendaire Dawie de Villiers en 1970, et non aux puissances traditionnelles (Western Province, Northern Transvaal, Transvaal). Les premiers rapports furent logiquement assez tendus. Au fil des jours, cependant, ils se mirent à discuter et il finit par être accepté. Mais il ne joua aucun des deux tests et dut se contenter des matches de semaine contre les provinces. Il faut dire qu'il était barré à son poste par le héros de l'Afrique du Sud blanche de l'époque, Naas Botha, auquel tout l'opposait : le style (Tobias adorait le jeu à la main, Botha le jeu au pied) et l'attitude (Botha était aussi lent et froid que Tobias était vif et électrique).
Tobias dut attendre trois ans avant de connaître ses quatre autres sélections en 1984. Sous sa houlette, les Boks écrasèrent deux fois l'Angleterre 33-15 et 35-9. Il gagna ses dernières capes en octobre, contre les Jaguars, une sélection sud-américaine dissidente (à l'époque, le boycott de l'Afrique du Sud s'étendait aux relations sportives), avec deux nouvelles victoires à la clé (22-13 et 32-15), durant lesquelles il mit l'immense demi d'ouverture argentin Hugo Porta au supplice. Au total, six sélections, six victoires. Mais Tobias avait 34 ans et ne représentait pas l'avenir, contrairement à Naas Botha, de huit ans son cadet. Il s'effaça. Mais dix ans avant la fin de l'apartheid, il avait ouvert une voie en prouvant à toute l'Afrique du Sud que le talent n'était pas affaire de couleur de peau. 
En 1995, il devient le premier maire noir de la ville de Caledon.
Tobias est aujourd'hui entrepreneur dans le bâtiment et coach de son club de toujours à Caledon. Son fils, Errol Jr, marche sur ses traces : il est ouvreur chez les Wildebeest, les espoirs de l'équipe de Currie Cup du Natal.

## Palmarès
- 15 matches avec l'équipe d'Afrique du Sud, dont 6 tests (2 en 1981, 4 en 1984) pour six victoires. 22 points marqués en test (1 essai, 4 pénalités, 3 transformations).